# 勞拉·洛佩斯 (1978年)
勞拉·羅絲·洛佩斯（英語：Laura Rose Lopes；1978年1月1日—）是一名英國藝術策展人，本姓帕克·鮑爾斯。她是英國王后卡蜜拉與前夫安德魯·帕克·鮑爾斯的女兒、英王查爾斯三世的繼女。

## 早年生活
勞拉出生於1978年1月1日，是英國陸軍軍官安德魯·帕克·鮑爾斯與第一任妻子卡蜜拉·尚德的女兒。她的教母是母親卡蜜拉的好友蘭斯當侯爵夫人菲奧娜·佩蒂-菲茨莫里斯。
她在奇彭納姆的博勒海德莊園長大，後來則隨父母搬到同樣位於威爾特郡的米德威克府。她和長兄湯姆都與父親和祖母安·帕克·鮑爾斯一樣是羅馬天主教徒。
勞拉曾就讀於科舍姆的海伍德預備學校和多塞特郡的女子寄宿學校沙夫茨伯里聖瑪麗學校。她其後入讀了牛津布魯克斯大學並修讀藝術史與市場營銷相關課程。

## 職業生涯
2001年，勞拉在威尼斯的佩姬·古根漢美術館擔任了三個月的實習生。她在同年轉至英國時尚雜誌《尚流》任職汽車記者，她的長兄湯姆當時也在同一雜誌擔任美食專欄作家。
她其後在2000年中期負責管理位於倫敦貝爾格萊維亞的空間畫廊（The Space Gallery），並於2005年10月成為倫敦十一畫廊的共同創辦人和畫廊總監。

## 婚姻與子嗣
2006年5月6日，勞拉與任職特許會計師的哈里·馬庫斯·喬治·洛佩斯結婚。新郎是喬治·洛佩斯與妻子薩莎拉·阿斯特的兒子，他的祖父是第二代羅伯勒男爵梅西·洛佩斯，外祖父母則是第二代赫弗的阿斯特男爵加文·阿斯特和艾琳·阿斯特。
二人的婚禮在位於威爾特郡城鎮拉科克、隸屬英格蘭教會的拉科克聖西里亞克教堂舉行。勞拉在婚禮上穿著白色婚紗，與其母卡蜜拉在2005年和威爾斯親王查爾斯王子（後為英王查爾斯三世）大婚時的禮服一樣由英國設計師安娜·瓦倫丁設計。共有約400至500名賓客出席了婚禮，更有逾2000名民衆在街道上為二人獻上祝福。婚禮後的招待會則選址在卡蜜拉鄰近的莊園的雷米爾府（Ray Mill）舉行。
勞拉在2008年生下長女，其後又於翌年誕下雙胞胎兒子。伊麗莎於2011年在威廉王子與凱薩琳·密道頓的婚禮上擔任了伴娘。